# Grand Prix Formule 1 van Turkije 2011

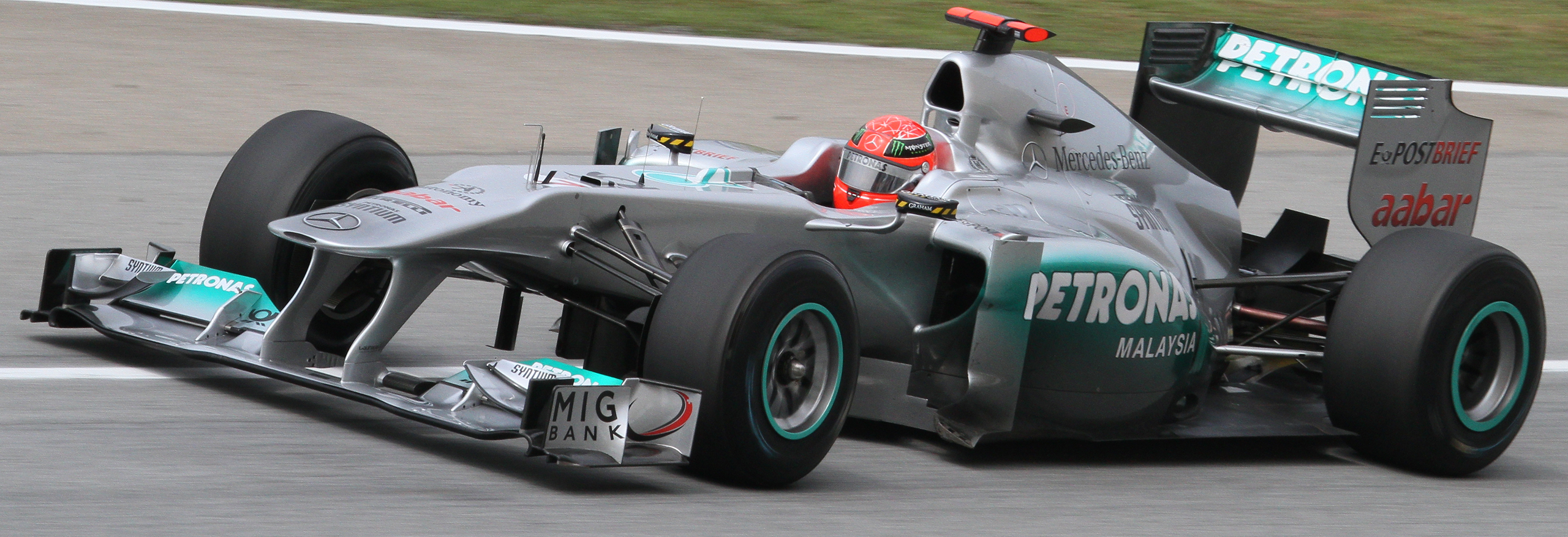
Michael Schumacher, hier in actie tijdens de eerder verreden GP van Maleisië, verspeelde een goede startpositie door tijdens de race in aanraking te komen met de bolide van Vitali Petrov, waardoor hij zijn voorvleugel beschadigde en buiten de punten eindigde. 'Mijn schuld', zou de oud-wereldkampioen na afloop verklaren.

De Grand Prix Formule 1 van Turkije 2011 is verreden op 8 mei 2011 op het circuit Istanbul Park. Het was de vierde race van het seizoen. Het leek voorlopig de laatste Grand Prix te worden in het land, aangezien diverse media meldden, dat het contract met Bernie Ecclestone niet was verlengd.

## Wedstrijdverloop
Sebastian Vettel van het team Red Bull Racing veroverde voor de vierde keer op een rij Pole Position. Zijn teamgenoot Mark Webber kwalificeerde zich als tweede en mocht voor de eerste keer in 2011 van de eerste startrij beginnen. Nico Rosberg van Mercedes GP startte als derde, het beste kwalificatieresultaat van Mercedes dit seizoen. Kamui Kobayashi van Sauber kon door mechanische problemen geen tijd neerzetten in de kwalificatie. Hij mocht van de stewards wel deelnemen aan de race, omdat hij in de vrije trainingen wel tijden neer had gezet die binnen de 107%-tijd vielen.
Vettel won ook de race, waarmee hij alweer zijn derde overwinning van het seizoen behaalde. Webber eindigde als tweede en Ferrari-coureur Fernando Alonso reed voor de eerste keer in het seizoen voor zijn team naar het podiumplaats. Timo Glock van Virgin startte de race niet wegens problemen met zijn versnellingsbak.

## Kwalificatie
| Pos                 | No | Coureur            | Constructeur         | Q1        | Q2       | Q3        | Grid |
| ------------------- | -- | ------------------ | -------------------- | --------- | -------- | --------- | ---- |
| 1                   | 1  | Sebastian Vettel   | Red Bull-Renault     | 1:27.039  | 1:25.610 | 1:25.049  | 1    |
| 2                   | 2  | Mark Webber        | Red Bull-Renault     | 1:27.090  | 1:26.075 | 1:25.454  | 2    |
| 3                   | 8  | Nico Rosberg       | Mercedes             | 1:27.514  | 1:25.801 | 1:25.574  | 3    |
| 4                   | 3  | Lewis Hamilton     | McLaren-Mercedes     | 1:27.091  | 1:26.066 | 1:25.595  | 4    |
| 5                   | 5  | Fernando Alonso    | Ferrari              | 1:27.349  | 1:26.152 | 1:25.851  | 5    |
| 6                   | 4  | Jenson Button      | McLaren-Mercedes     | 1:27.374  | 1:26.485 | 1:25.982  | 6    |
| 7                   | 10 | Vitali Petrov      | Renault              | 1:27.475  | 1:26.654 | 1:26.296  | 7    |
| 8                   | 7  | Michael Schumacher | Mercedes             | 1:27.697  | 1:26.121 | 1:26.646  | 8    |
| 9                   | 9  | Nick Heidfeld      | Renault              | 1:27.901  | 1:26.740 | 1:26.659  | 9    |
| 10                  | 6  | Felipe Massa       | Ferrari              | 1:27.013  | 1:26.395 | geen tijd | 10   |
| 11                  | 11 | Rubens Barrichello | Williams-Cosworth    | 1:28.246  | 1:26.764 |           | 11   |
| 12                  | 14 | Adrian Sutil       | Force India-Mercedes | 1:27.392  | 1:27.027 |           | 12   |
| 13                  | 15 | Paul di Resta      | Force India-Mercedes | 1:27.625  | 1:27.145 |           | 13   |
| 14                  | 12 | Pastor Maldonado   | Williams-Cosworth    | 1:27.396  | 1:27.236 |           | 14   |
| 15                  | 17 | Sergio Pérez       | Sauber-Ferrari       | 1:27.778  | 1:27.244 |           | 15   |
| 16                  | 18 | Sébastien Buemi    | Toro Rosso-Ferrari   | 1:27.620  | 1:27.255 |           | 16   |
| 17                  | 19 | Jaime Alguersuari  | Toro Rosso-Ferrari   | 1:28.055  | 1:27.572 |           | 17   |
| 18                  | 20 | Heikki Kovalainen  | Lotus–Renault        | 1:28.780  |          |           | 18   |
| 19                  | 21 | Jarno Trulli       | Lotus–Renault        | 1:29.673  |          |           | 19   |
| 20                  | 25 | Jérôme d'Ambrosio  | Virgin–Cosworth      | 1:30.445  |          |           | 23   |
| 21                  | 23 | Vitantonio Liuzzi  | HRT–Cosworth         | 1:30.692  |          |           | 20   |
| 22                  | 24 | Timo Glock         | Virgin–Cosworth      | 1:30.813  |          |           | 21   |
| 23                  | 22 | Narain Karthikeyan | HRT–Cosworth         | 1:31.564  |          |           | 22   |
| 107% tijd: 1:33.103 |    |                    |                      |           |          |           |      |
| 24                  | 16 | Kamui Kobayashi    | Sauber-Ferrari       | geen tijd |          |           | 24   |

## Race
| Pos | No | Coureur            | Constructeur         | Rondes | Tijd/Oorzaak uitval | Grid | Punten |
| --- | -- | ------------------ | -------------------- | ------ | ------------------- | ---- | ------ |
| 1   | 1  | Sebastian Vettel   | Red Bull-Renault     | 58     | 1:30:17.558         | 1    | 25     |
| 2   | 2  | Mark Webber        | Red Bull-Renault     | 58     | +8.807              | 2    | 18     |
| 3   | 5  | Fernando Alonso    | Ferrari              | 58     | +10.075             | 5    | 15     |
| 4   | 3  | Lewis Hamilton     | McLaren-Mercedes     | 58     | +40.232             | 4    | 12     |
| 5   | 8  | Nico Rosberg       | Mercedes             | 58     | +47.539             | 3    | 10     |
| 6   | 4  | Jenson Button      | McLaren-Mercedes     | 58     | +59.431             | 6    | 8      |
| 7   | 9  | Nick Heidfeld      | Renault              | 58     | +1:00.857           | 9    | 6      |
| 8   | 10 | Vitali Petrov      | Renault              | 58     | +1:08.168           | 7    | 4      |
| 9   | 18 | Sébastien Buemi    | Toro Rosso-Ferrari   | 58     | +1:09.394           | 16   | 2      |
| 10  | 16 | Kamui Kobayashi    | Sauber-Ferrari       | 58     | +1:18.021           | 24   | 1      |
| 11  | 6  | Felipe Massa       | Ferrari              | 58     | +1:19.823           | 10   |        |
| 12  | 7  | Michael Schumacher | Mercedes             | 58     | +1:25.444           | 8    |        |
| 13  | 14 | Adrian Sutil       | Force India-Mercedes | 57     | +1 ronde            | 12   |        |
| 14  | 17 | Sergio Pérez       | Sauber-Ferrari       | 57     | +1 ronde            | 15   |        |
| 15  | 11 | Rubens Barrichello | Williams-Cosworth    | 57     | +1 ronde            | 11   |        |
| 16  | 19 | Jaime Alguersuari  | Toro Rosso-Ferrari   | 57     | +1 ronde            | 17   |        |
| 17  | 12 | Pastor Maldonado   | Williams-Cosworth    | 57     | +1 ronde            | 14   |        |
| 18  | 21 | Jarno Trulli       | Lotus-Renault        | 57     | +1 ronde            | 19   |        |
| 19  | 20 | Heikki Kovalainen  | Lotus-Renault        | 56     | +2 ronden           | 18   |        |
| 20  | 25 | Jérôme d'Ambrosio  | Virgin-Cosworth      | 56     | +2 ronden           | 23   |        |
| 21  | 22 | Narain Karthikeyan | HRT-Cosworth         | 55     | +3 ronden           | 22   |        |
| 22  | 23 | Vitantonio Liuzzi  | HRT-Cosworth         | 53     | +5 ronden           | 20   |        |
| DNF | 15 | Paul di Resta      | Force India-Mercedes | 44     | Hydrauliek          | 13   |        |
| DNS | 24 | Timo Glock         | Virgin-Cosworth      | 0      | Versnellingsbak     | 21   |        |

2005 · 2006 · 2007 · 2008 · 2009 · 2010 · 2011 · 2020 · 2021